# Hamm

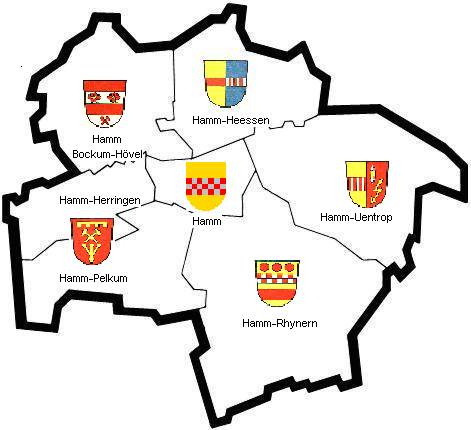
Mapa de Hamm

Hamm é uma cidade da Alemanha localizada na região administrativa de  Arnsberg, estado de Renânia do Norte-Vestfália.
Hamm é uma cidade independente (Kreisfreie Stadt) ou distrito urbano (Stadtkreis), ou seja, possui estatuto de distrito (kreis).